# Anutische Sprache
Die anutische Sprache ist eine nuklearpolynesische Sprache, die auf Anuta, einer Insel der Salomonen, gesprochen wird. Die tikopianische Sprache, die auf Tikopia gesprochen wird, ist am nächsten mit der anutischen Sprache verwandt.